# Přílivová řeka

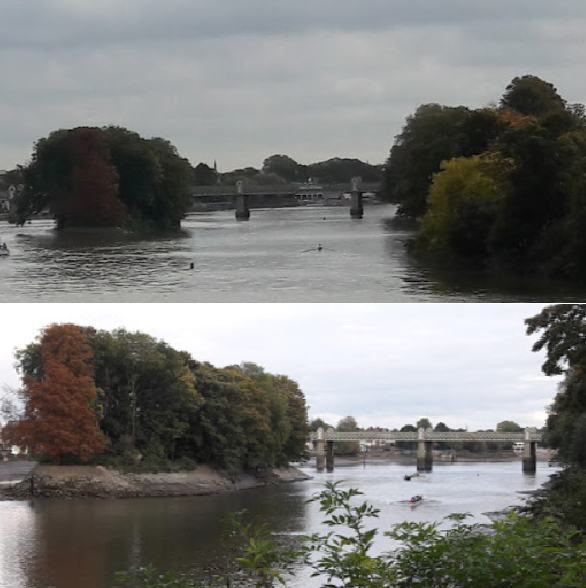
Řeka Temže v Londýně; rozdíl hladin je patrný na březích ostrova

Přílivová řeka je řeka nebo její úsek, který je ovlivňována přílivem a odlivem. 
Obecně platí, že přílivové řeky bývají spíše krátké řeky s poměrně nízkou rychlostí toku, ale celkově vysokým průtokem, tedy mělké řeky s velkým ústím. V dolní části řek se širokým ústím příliv způsobuje obrácení toku sladké vody a přílivová vlna zvýší hladiny vody a obvykle i slanost vody, a tím zde vzniká brakická voda.
V přílivové řece může být díky tvaru ústí rozdíl mezi přílivem a odlivem větší než v moři. Rozdíl ve velikosti vzedmutí je způsoben tím, že stejný objem vody musí protéci jak širokým ústím, tak postupně se zužujícím korytem, a tak se směrem proti proudu rozdíl zvětšuje. Tak je tomu například v ústí Šeldy, kde je při průměrném přílivu rozdíl hladin v Antverpách více než o jeden metr vyšší než u Vlissingenu.
Typickými přílivovými řekami jsou Labe, Temže a Connecticut.